# Glattbach

Gemeindegebiet mit Gemeindeteilen von Glattbach

Glattbach ist eine Gemeinde im unterfränkischen Landkreis Aschaffenburg.

## Geografie

### Geografische Lage
Die Gemeinde liegt nördlich von Aschaffenburg am westlichen Rand des Spessarts im Tal des Glattbaches. Der topographisch höchste Punkt der Gemeindegemarkung befindet sich am Hainberg südwestlich von Oberafferbach mit 320 m ü. NHN (Lage), der niedrigste liegt am Glattbach südlich des Ortes auf 158 m ü. NHN (Lage). Durch Glattbach führt der Fränkische Marienweg.

### Gemeindegliederung
Glattbach hat zwei Gemeindeteile (in Klammern ist der Siedlungstyp angegeben):
- Glattbach (Pfarrdorf)
- Rauenthal (Einöde)

Es gibt nur die Gemarkung Glattbach.

### Nachbargemeinden
|  | Gemeinde Johannesberg                       |                |
|  | Kompassrose, die auf Nachbargemeinden zeigt | Markt Goldbach |
|  | Stadt Aschaffenburg                         |                |

## Name

### Etymologie
Glattbach hat seinen Namen vom gleichnamigen Glattbach, der durch das Gemeindegebiet nach Aschaffenburg fließt und in die Aschaff mündet.

### Frühere Schreibweisen
Frühere Schreibweisen des Ortes aus diversen historischen Karten und Urkunden:
| Jahr | Schreibweise |
| ---- | ------------ |
| 1103 | Glatebach    |
| 1160 | Gladebach    |
| 1360 | Glattbach    |
| 1532 | Glatbach     |
| 1818 | Glattbach    |

## Geschichte

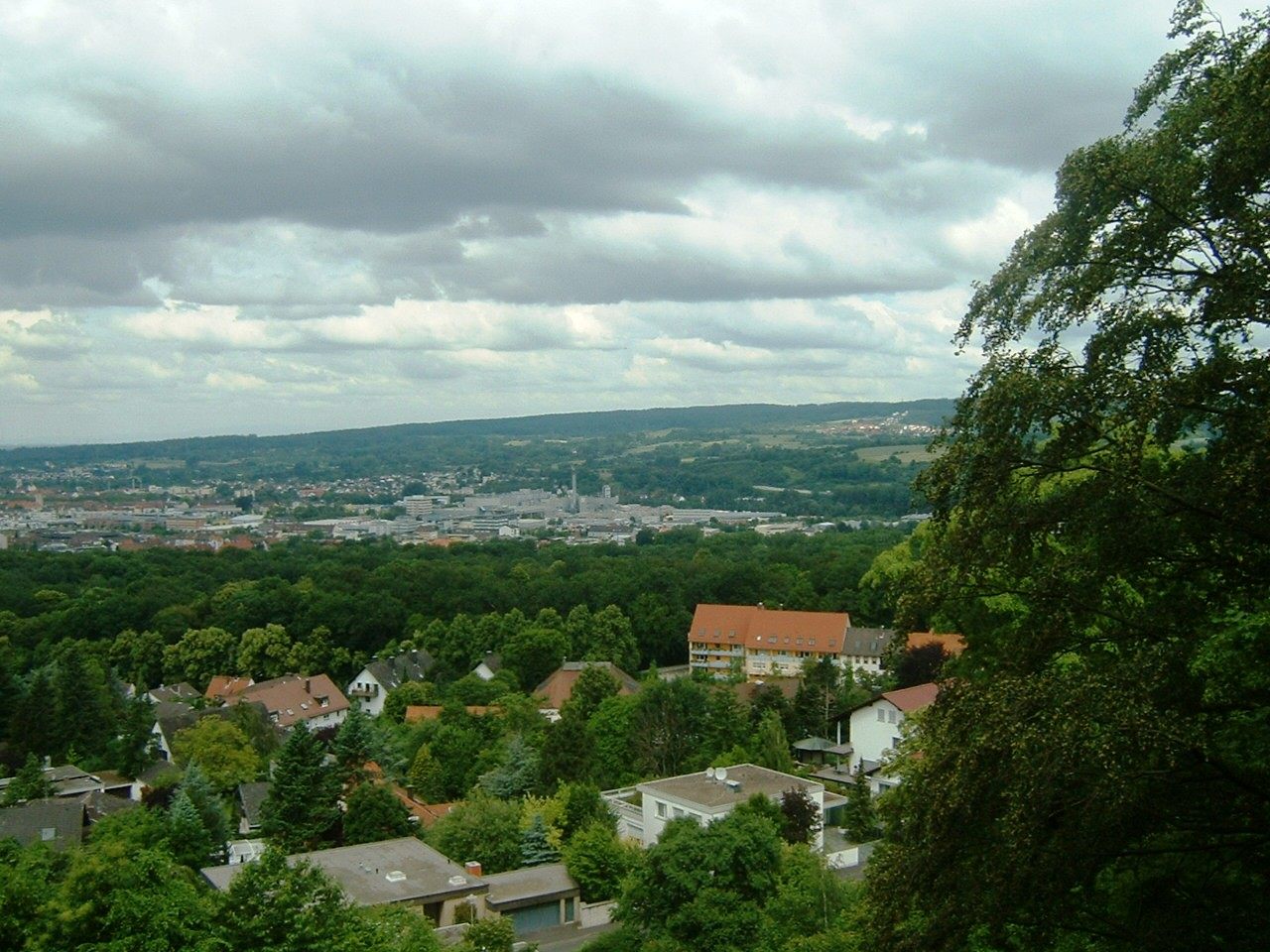
Glattbach rechts oben im Hintergrund

### Bis zum 18. Jahrhundert
Durch die Lage von Glattbach, im 12. Jahrhundert Gladebach, auch Gladbach genannt, in einem abgeschlossenen Tal gab es keinen Durchgangsverkehr. Trotzdem blieb Glattbach in den Not- und Kriegszeiten nicht verschont, was wohl an der Nähe der Stadt Aschaffenburg lag, aber auch an der Gelnhäuser Straße, einer alten Heer- und Handelsstraße, die westlich an Glattbach vorbei auf die Johannesberger Höhe führte. Nach dem Dreißigjährigen Krieg waren von 33 Familien nur noch zehn am Leben, 20 Häuser waren völlig zerstört. Auch in der Zeit danach mussten die Glattbacher vor den Soldaten flüchten. So versteckte sich 1743, als die Engländer vom 18. bis 26. Juni täglich plünderten, die „ganze Gemeyn“ elf Tage in den Spessartwäldern.
Im Gefolge der Kriege traten schreckliche Seuchen auf. Zwei Bildstöcke an der Hauptstraße, Peststeine genannt, erinnern an die Pestjahre 1606 und 1636. In höchster Not gelobten damals die Glattbacher, wie auch die Bevölkerung des Aschaffenburger Stadtteils Damm, einen Fast- und Bußtag „auf ewige Zeiten“ zu halten, wenn die Krankheit zum Erlöschen käme. An diesem Hellfeiertag, dem Freitag vor Michaeli (29. September), hielten die Menschen strenges Fasten, selbst das Vieh wurde nicht gefüttert, kein Herdfeuer durfte angezündet werden, alle Arbeit ruhte. Dieses Gelübde wurde bis in die Zeit des Ersten Weltkrieges gehalten.

### 19. und 20. Jahrhundert
1812 hatte Glattbach 72 Feuerstellen und 391 Seelen (Einwohner) und gehörte zur Districtsmairie Schweinheim (der früheren Kurmainzischen Amtsvogtei Schweinheim) im Departement Aschaffenburg des Großherzogtums Frankfurt. Maire und Landzöller war Jacob Sauer. Seine Adjuncte hießen Johann Peter Sauer und Johann Wombacher. Th. Bernart war in Glattbach der Schullehrer. Der Ort Rauenthal gehörte damals zur Mairie Oberafferbach der Districtsmairie Kaltenberg.
Nach dem Übergang zur Krone Bayern gehörte Glattbach zu dem am 1. Oktober 1814 gegründeten Landgerichtsbezirk Aschaffenburg, ab 1. Juli 1862 Bezirksamt Aschaffenburg. Der Ort Rauenthalerhof kam damals mit Oberafferbach zunächst zum Landgerichtsbezirk Kaltenberg, der aber schon am 20. Februar 1817 aufgelöst wurde. Dabei wurde Oberafferbach mit dem Ortsteil Rauenthalerhof dem Landgerichtsbezirk Aschaffenburg einverleibt. Um die Mitte des 19. Jh. gab es bei Glattbach zwei Mühlen, eine auf dem heutigen Anwesen Hauptstraße 135 und eine auf dem Anwesen Hauptstraße  56b, die ehemalige Glattbacher Mühle. 1939 wurde wie überall im Deutschen Reich die Bezeichnung Landkreis eingeführt. Glattbach war nun eine der 33 Gemeinden im Altkreis Aschaffenburg. Dieser schloss sich am 1. Juli 1972 mit dem Landkreis Alzenau in Unterfranken zum neuen Landkreis Aschaffenburg zusammen.
Im Zweiten Weltkrieg hatte das Dorf unter den Bombenangriffen der Jahre 1944/1945 sehr zu leiden. 14 Menschen kamen dabei ums Leben, über 100 Gebäude wurden ganz oder teilweise zerstört, darunter der Kindergarten und die Turnhalle. Nach dem Krieg vollzog sich der Wiederaufbau durch rege Bautätigkeit und starken Zuzug. Glattbach ist nunmehr eine Pendlergemeinde mit nahezu 3800 Einwohnern geworden, begünstigt durch die Nähe der Stadt und die landschaftlich reizvolle Lage. Die Einwohner sind meist Pendler, die überwiegend in Aschaffenburg arbeiten.

### 21. Jahrhundert
Aktuell setzt sich eine Bürgerinitiative für die Eingemeindung von Glattbach in die kreisfreie Stadt Aschaffenburg ein.

### Eingliederung
Am 1. Juli 1976 wurde der Ort Rauenthal der Gemeinde Johannesberg mit damals etwa zehn Einwohnern nach Glattbach umgegliedert.

### Einwohnerstatistik
Im Zeitraum 1988 bis 2018 stieg die Einwohnerzahl von 3199 auf 3345 um 146 Einwohner bzw. um 4,6 %. 1999 hatte die Gemeinde 3615 Einwohner.
Quelle: BayLfStat

### Konfessionsstatistik
Ende September 2021 waren von den 3.585 Einwohnern 52,7 % katholisch, 10,4 % evangelisch und 36,8 % Sonstige, keine Angabe und ohne Religionszugehörigkeit. Ende Juni 2025 waren von den Einwohnern 43,4 % katholisch, 9,4 % evangelisch und 46,8 % Sonstige, keine Angabe und ohne Religionszugehörigkeit. Der Anteil der evangelischen und katholischen Kirchenmitglieder an der Gesamtbevölkerung ist demnach im beobachteten Zeitraum gesunken.

## Kultur und Sehenswürdigkeiten

### Bauwerke

Ein Blick auf Glattbach bei Nacht

… und über Glattbach zum Aschaffenburger Schloss

Schon im 12. Jahrhundert wurde Glattbach als Filiale der Pfarrei St. Agatha zu Aschaffenburg erwähnt. Von einem Gotteshaus liegt bis zum 17. Jahrhundert keine Nachricht vor. Im Jahr 1682 wurde eine Kapelle zu Ehren des hl. Nikolaus errichtet und von dem Kapuzinerpater Martin von Cochem, einem berühmten Bußprediger und Volksschriftsteller, geweiht. Der Ort zählte damals etwa 180 bis 200 Einwohner. Die Kapelle stand mit Friedhof und Schulhaus auf dem Platz, den die jetzige Kirche einnimmt. Die Kapelle stand nicht lange, schon 1727 wurde auf derselben Stelle ein neues Gotteshaus gebaut, das Magdalenenkirchlein. Es wurde in der erstaunlich kurzen Zeit von vier Monaten errichtet. 1890 wurde eine Lokalkaplanei errichtet, diese wurde am 14. Dezember 1922 zur Pfarrei erhoben. Zehn Geistliche wirkten als Lokalkaplane in Glattbach. Erster Pfarrer war Christian Benz aus Weibersbrunn, der diese Stelle 25 Jahre lang innehatte, bis er am 20. Dezember 1948 tödlich verunglückte. 1899 wurde das Magdalenenkirchlein abgerissen. Es begann der Bau der heutigen, neugotischen Pfarrkirche Maria Himmelfahrt, die am 15. August 1901 geweiht wurde. Damals zählte die Pfarrei etwa 700 Katholiken.

### Kunst und Kultur
Von Glattbach gehen durch den Maler Alois Bergmann-Franken künstlerische Impulse aus.
Die Kombination von Urbanität und Idylle zog Künstler an. Dazu gehören das Künstlerehepaar Emil und Elisabeth Loos sowie Joachim Schmidt, der mit seinem Bilderzyklus im Rathaus ein einzigartiges Zeugnis der Ortsgeschichte ablegte.
Zwischenzeitlich gibt es viele Glattbacher Künstler, die zum Teil jährlich ihre Werke in der Glattbacher Gewölbegalerie im Rathaus ausstellen und ein fester Bestandteil im Künstlerdorf Glattbach geworden sind.
Es hat sich im Laufe der Zeit mit dem außergewöhnlichen Krippenmuseum mit 450 Krippendarstellungen aus über 80 Ländern, den Kunst-Ausstellungsräumen im Alten Schwesternhaus und der Gewölbegalerie rund um die neugotische Marienpfarrkirche ein lebendiges kulturelles Zentrum entwickelt.

## Politik

### Gemeinderat
Die Gemeinderatswahlen seit 2014 ergaben folgende Sitzverteilungen:
|      | CSU | SPD | Pro Glattbach | Glattbach! | Bürger Glattbachs | Gesamt |
| 2014 | 7   | 2   | 5             | –          | 2                 | 16     |
| 2020 | 51  | 32  | 0             | 5          | 3                 | 16     |

12020: CSU/Parteilos 22020: Interessengemeinschaft Glattbach-Pro Aschaffenburg/SPD
Hinzu kommt der Erste Bürgermeister als Vorsitzender.

### Bürgermeister
Seit 1. Mai 2020 ist Kurt Baier (CSU/parteilos) Erster Bürgermeister; er wurde in der Stichwahl am 29. März 2020 knapp mit 50,1 % der Stimmen bei einer Wahlbeteiligung von 78,2 % gewählt. Sein Vorgänger war von Mai 1996 bis April 2020 Fridolin Fuchs.

### Wappen
| Wappen von Glattbach | Blasonierung: „In Gold ein blauer Schräglinkswellenbalken, oben begleitet von einem schwarzen Schild, darin der Rumpf eines doppelköpfigen silbernen Storches, unten von drei aufrecht gestellten, schwarz umrandeten silbernen, rot umwickelten Garnrollen.“ |
| Wappen von Glattbach | Wappenbegründung: Für den Namensteil -bach (der Glattbach) im Ortsnamen steht im Wappen der blaue Schrägwellenbalken. Der doppelköpfige Storch stammt aus dem Wappen der Adelsfamilie von Wasen. Sie besaßen von 1387 bis 1528 ein Hofgut in der Gemeinde. Auf die Anfänge der Aschaffenburger Bekleidungsindustrie weisen die drei Garnrollen hin. Dieses Wappen wird seit 1980 geführt. |

### Partnergemeinden
- Frankreich: Bretteville-sur-Odon
- : Glattbach, Ortsteil von Lindenfels im Odenwald
- : Glattbach, Ortsteil von Dermbach in Thüringen

## Wirtschaft und Infrastruktur

### Wirtschaft
Der fast einzige Reichtum des Ortes stellten im 17. und 18. Jahrhundert die Weinberge dar, genauer gesagt die dortigen Rebstöcke. Diese wuchsen an den Süd- und Südwesthängen. Flurnamen wie Wingert unterm Dorf, Wingert oberm Dorf oder Am heißen Stein erinnern noch heute an den Weinbau. Graf Schönborn besaß hier einen Weinberg. Nach häufigen Missernten mussten die Reben gegen Ende des 18. Jahrhunderts ausgehauen werden und ein intensiver Obstbau begann stattdessen (Glattbacher Kirschen). Als Gewerbe war besonders die Leinweberei stark vertreten. 1832 sind noch 17 Leinweber in alten Gemeindebüchern vermerkt.
Die fortwährende Güterteilung nach dem Mainzer Erbrecht bewirkte, dass die zu bebauende Fläche der einzelnen Bauern immer kleiner wurde. Teilten sich noch 1661 nur zehn Familien in die 310 Hektar große Gemarkung, so waren es in der Mitte des 18. Jahrhunderts schon 50 Nachbarn (so nannte man die Ortsansässigen im Gegensatz zu den Beisassen, den Zugezogenen ohne Grundbesitz und Rechte).
Das einzige größere Anwesen war mit 97 Morgen das herrschaftliche Höfchen, das aus adeligem Besitz im Jahr 1334 durch Schenkung an das Stift St. Peter und Alexander überging und von den Stiftsherren an verschiedene Landedelleute verliehen wurde. Später kam das Hofgut an den Landesherrn, den Kurfürsten von Mainz und zuletzt (um 1837) durch Kauf in den Privatbesitz der Erbbeständerfamilie Heeg. Um das Jahr 1800 wurde die alte Hofreith abgerissen und auf der
gegenüberliegenden Straßenseite ein größeres Anwesen mit Öl- und Tabaksmühle und einem Kelterhaus errichtet – der heutige Helmshof.
Die Industrialisierung des 19. Jahrhunderts und die starke Zersplitterung des Bodenbesitzes durch ständige Erbteilung brachten einen ersten Strukturwandel des Ortes vom reinen Bauern- zum Arbeiterdorf mit sich. Glattbacher gehörten zum Stammpersonal der Buntpapierfabrik (siehe dazu die Biografie von Alois Dessauer). Ein Glattbacher, der Schneider Johann Desch, kam in seiner Werkstatt auf die Idee, Anzüge nach Normalmaßen auf Vorrat zu nähen und von Heimarbeitern nähen zu lassen. Diese ersten Konfektionsanzüge fanden reißenden Absatz in den aufstrebenden Industriestädten Hanau, Frankfurt und Offenbach. Das Unternehmen vergrößert sich rasch, Johann Desch kaufte ein Haus in Aschaffenburg und ließ 1874 die erste Herrenkleiderfabrik in das Handelsregister der Stadt eintragen. Die Wiege dieses einst so bedeutenden Industriezweiges des Aschaffenburger Raumes war jene Schneiderwerkstatt in Glattbach.

### Verkehr
- Buslinie 9 von und nach Aschaffenburg, beschreibt eine Schleife durch Glattbach.
- Buslinie 25 hat die 2 Haltestellen Enzlinger Berg und Himbeergrund im Nordwesten von Glattbach.
- Autobahn A 3, zwischen Frankfurt (ca. 45 km entfernt) und Würzburg (ca. 75 km entfernt).

## Bildung
Schon um 1730 gab es in Glattbach Schulunterricht, doch hatte das Dorf bis 1671 nur eine Schulstelle. Die Schulmeister waren bis weit ins 19. Jahrhundert hinein Handwerker, die den Unterricht nebenberuflich betrieben oder durch Gehilfen halten ließen. Das älteste bekannte Schulhaus stand hinter dem Magdalenenkirchlein und enthielt neben Schulsaal und Lehrerwohnung auch ein Gemeindezimmer. 1878 wurde das zweite Schulhaus erbaut, das damals zu den schönsten weit und breit zählte. Es dient seit 1986 als Rathaus, nachdem die Volksschule die neuen Gebäude auf dem Schwalbesgraben bezogen hatte, den ersten Trakt 1958, den zweiten 1964.

## Söhne und Töchter der Gemeinde
- Johann Desch (1848–1920), gilt als einer der Mitbegründer der industriellen Fertigung von Bekleidung in Deutschland
- Alois Bergmann-Franken (1897–1965), Kunstmaler
- Georg Hauck (1904–1978), Politiker (CSU)
- Clemens Bieber (* 1957), römisch-katholischer Priester und Domkapitular in Würzburg